# Villa Ángela
Villa Ángela é uma cidade da Argentina, localizada na província de Chaco.